# .lv
.lv (латыш.  Latvija) — национальный домен верхнего уровня для Латвии.
На данный момент единственным регистратором является институт Математики и информатики ЛУ (Латвийского университета). Регистрация выполняется в течение 2—3 рабочих дней. Изменение информации о домене (смена NS-серверов) происходит через электронную почту. Изменить владельца домена можно, подав письменную заявку и отправив её по факсу/почте (не электронной) или подписав с помощью электронной подписи и отправив на электронную почту.
Стоимость регистрации домена — 14,52 евро. Регистрация включает внесение данных в WHOIS-базу, а также делегирование домена на 1 год. Действует система скидок при оплате сразу на несколько лет.
Все спорные вопросы решаются посредством прямого обращения к регистратору. На практике ещё не было каких-либо крупных разбирательств, связанных с авторскими/другими правами на домен.
NIC.lv позволяет также регистрировать домены, содержащие нестандартные символы, например: Tūdaliņ.lv. Стоимость регистрации домена с нестандартными символами — 10,16 евро. Также данный регистратор позволяет держать NS-записи домена на его DNS-сервере. Данная услуга при регистрации домена бесплатна.

## Требования к регистрируемым доменам
Домены, регистрируемые в доменной зоне .lv, должны соответствовать требованиям, предъявляемым регистратором к доменам второго и третьего уровня.
- Минимальная длина имени — 2 символа.
- Максимальная длина имени, учитывая домен первого, второго уровня не более — 63 символов.
- Имя домена может состоять из букв латинского алфавита (a-z), цифр (0-9) и минуса (-).
- Имя домена может содержать символы расширенной кодировки (ā, ē, ī, ū, ō, ķ, ļ, ņ, ŗ, ģ, š, č, ž).
- Имя домена не может начинаться или заканчиваться символом минус (-).
- Имя домена не может содержать последовательность двух минусов подряд (- -).
- Имя домена не может содержать тире (—).

## Домены 1 уровня
Домены второго уровня, условия использования, требования, регламентированные пользователи.
| Домен | Регламентированные пользователи |
| ----- | ------------------------------- |
| .lv   | Основной домен первого уровня.  |

## Домены 2 уровня
Другие национальные домены верхнего уровня, находящиеся под юрисдикцией Латвии.
| Домен    | Регламентированные пользователи                                                           |
| -------- | ----------------------------------------------------------------------------------------- |
| .com.lv  | Коммерческие организации.                                                                 |
| .edu.lv  | Учебные заведения.                                                                        |
| .gov.lv  | Государственные учреждения Латвии (этим доменом управляет LVRTC).                         |
| .org.lv  | Некоммерческие организации.                                                               |
| .mil.lv  | Учреждения национальной обороны Латвии.                                                   |
| .id.lv   | Физические лица (каждый житель Латвии может бесплатно зарегистрировать один такой домен). |
| .net.lv  | Поставщики интернет-услуг.                                                                |
| .asn.lv  | Ассоциации.                                                                               |
| .conf.lv | Конференции или выставки.                                                                 |

## Статистика
Google по запросу site:.lv на 6 апреля 2020 года находит примерно 94 600 000 сайтов.